# Paraninfo de la Universidad de Alcalá
El paraninfo de la Universidad de Alcalá es el aula magna de la universidad con sede en Alcalá de Henares. Fue edificado entre 1516 y 1520 por Pedro de la Cotera, por orden del Cardenal Cisneros. En él se desarrollan numerosos actos solemnes, destacando la entrega anual de los Premios Cervantes.

## Historia

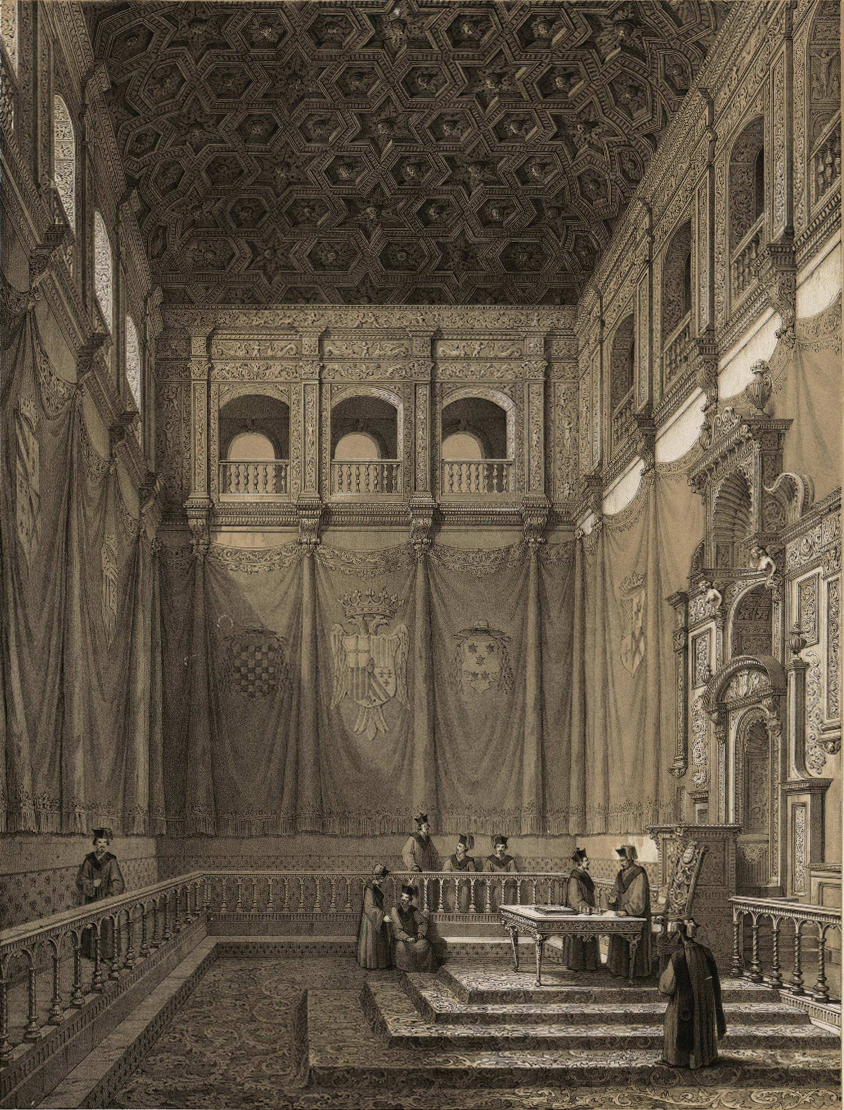
Visión del Paraninfo en 1844 según Jenaro Pérez Villaamil.

El paraninfo o teatro académico fue diseñado y construido por Pedro de la Cotera entre 1516 y 1520, siguiendo las indicaciones del Cardenal Cisneros, que no lo pudo ver finalizado, al fallecer en 1517. Las yeserías las trabajaron a cuchillo Gutiérrez de Cárdenas y Pedro de Villarroel, y la carpintería fue obra de Andrés de Zamora, Bartolomé Aguilar, Pedro Izquierdo y Hernando de Sahagún. En este espacio se celebraron importantes actos académicos de la Universidad de Alcalá entre los siglos XVI y XIX (inauguraciones y clausuras de los cursos, graduaciones, dictámenes jurídicos, lecciones magistrales, y tomas de posesión de "maestros" en artes, cánones, filosofía, medicina, teología, gramática latina o griega) y otras actividades de gran relevancia política y cultural.
El acto más solemne era el examen de doctorado. "El estudiante, junto con dos profesores, uno tutor y otro oponente, accedía teatralmente a la cátedra por unas puertas situadas detrás de cada uno de los nichos. Una vez leída la tesis, se iniciaba la discusión, siempre en latín. Los profesores y catedráticos, sentados alrededor de la sala, tenían un turno de réplica y pregunta. Desde las galerías, los alumnos del Colegio Mayor presenciaban los actos. En el centro de la sala, una mesa y el bedel que hacía las veces de maestro de ceremonias."
En 1776, su función como aula magna, se trasladó temporalmente a la Capilla del Colegio Máximo de la Compañía de Jesús en Alcalá de Henares, tras la expulsión de los Jesuitas de España, hasta 1797 que regresó a su espacio físico original.
En 1850 la Sociedad de Condueños de Alcalá de Henares lo adquirió, junto con el resto de la Manzana Fundacional Cisneriana de la Universidad de Alcalá, para evitar la degradación del edificio tras la desamortización de Mendizabal en 1836. Desde 1977 se retomaron sus tradicionales usos, gracias a la reapertura de la Universidad de Alcalá. En 1990 una reforma permitió recuperar la antigua puerta de acceso al salón y las tonalidades cromáticas originales del artesonado. La última rehabilitación se realizó en el año 2000, dentro del Plan Director para la restauración de la Manzana Fundacional Cisneriana.

## Características

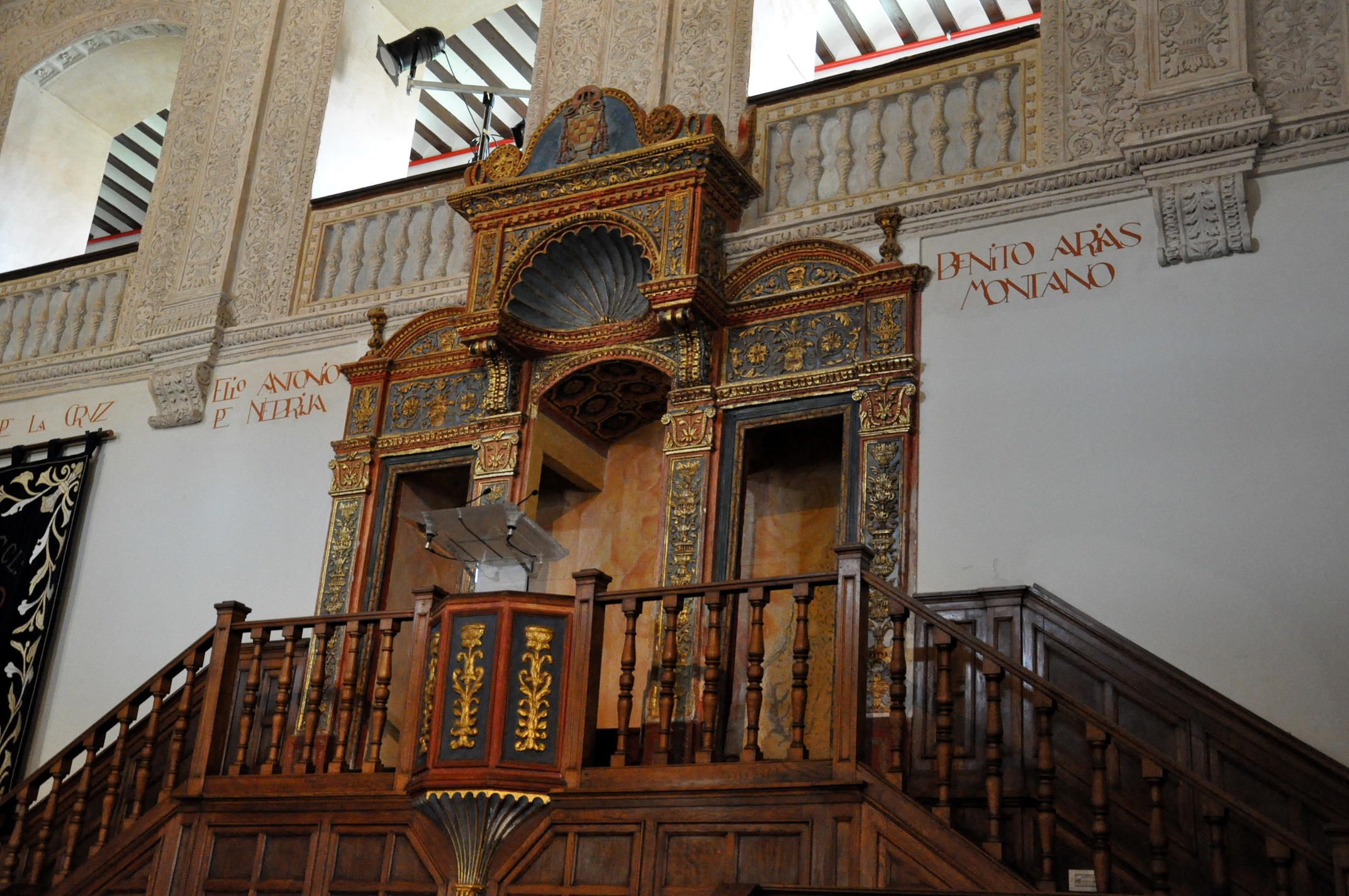
Cátedra del Paraninfo.

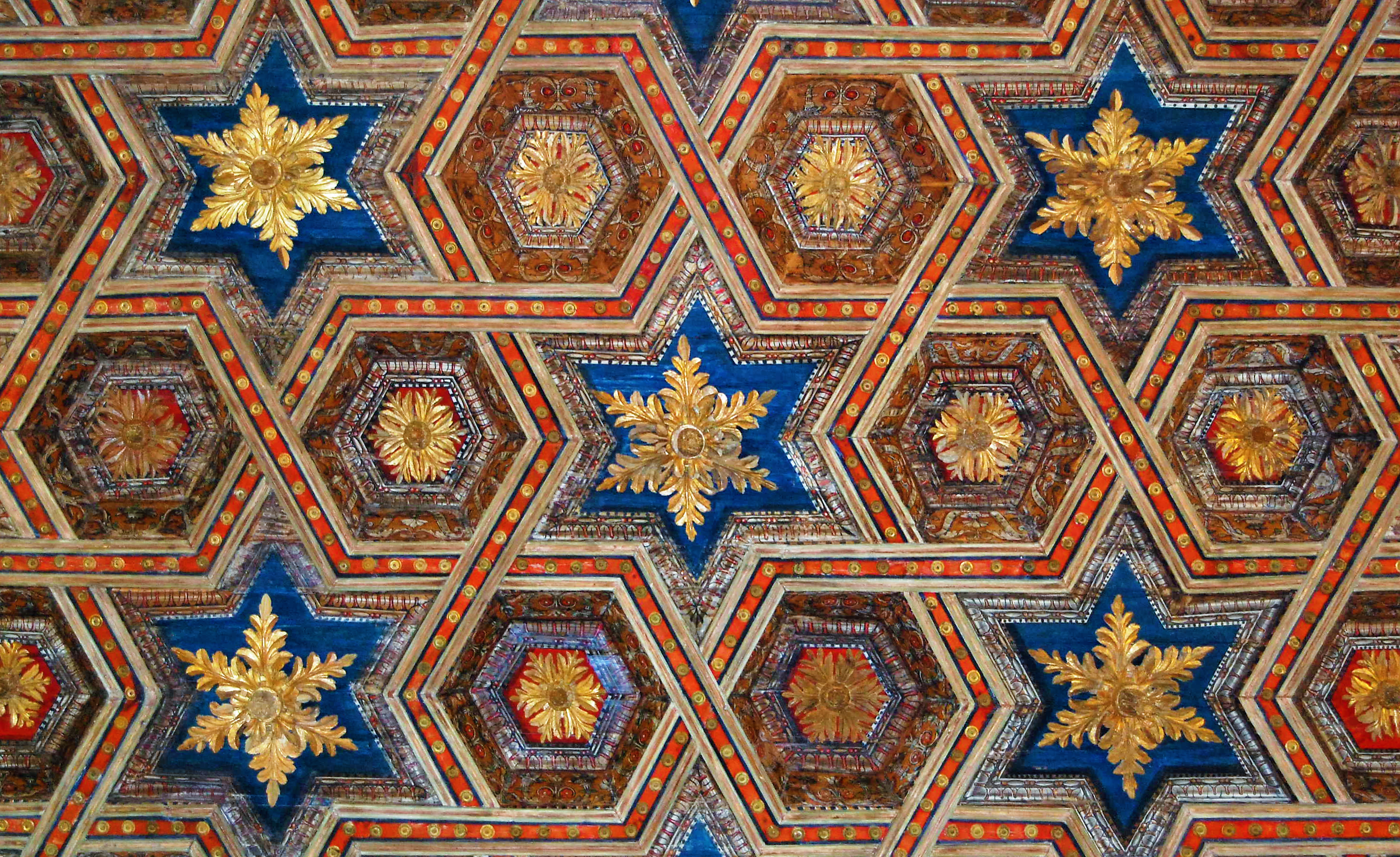
Detalle del artesonado del Paraninfo.

Edificio de planta rectangular, con una superficie construida de 450 m², consta de dos alturas que se cubren con un artesonado mudéjar, cuya lacería forma estrellas de seis puntas rodeadas de casetones hexagonales con florones en su interior. Su singularidad va más allá de sus características estructurales, siendo sus aspectos decorativos de estilo plateresco lo más significativo, por la yuxtaposición de técnicas islámicas y formas naturalistas con gran profusión de detalles.
El acceso principal se dispone, por el este, a través del patio del antiguo Colegio de San Jerónimo o Trilingüe. Hay otra entrada, en su extremo norte, donde se ubica una pequeña sala que permite el paso, a su vez, tanto desde el patio Trilingüe como desde el patio de los Filósofos del antiguo Colegio Mayor de San Ildefonso. En dicha sala se registran los nombres y las placas en bronce con el retrato de todos los escritores galardonados con el Premio Cervantes de Literatura. Desde esta sala se accede, por medio de una escalera, a la galería del Paraninfo.
En la planta baja, el suelo es una reproducción del primitivo, con azulejos que describen un trazado geométrico, realizado en la técnica de cerámica de pico, tradición propia de la zona del antiguo arzobispado de Toledo y que se deriva de la musulmana de cuerda seca. Originalmente se disponían asientos de fábrica recubiertos de azulejos mudéjares, desde el siglo XX se ubican bancos corridos, formando una tribuna de madera que rodea la sala, junto con la cátedra con decoración plateresca. La planta superior la recorre una galería que se abre a la sala mediante arcos escarzanos.
Los muros de la sala, en su mitad inferior, son lisos, encalados en blanco, y recubiertos con tapices o reposteros, como se hacía antiguamente. Sobre ellos, en letra roja salmantina, aparecen los nombres de 18 personajes ilustres que han pasado por las aulas universitarias complutenses: Antonio de Nebrija, San Juan de la Cruz, Francisco de Quevedo, Félix Lope de Vega, Francisco Vallés, Juan de Mariana, Ambrosio de Morales, Francisco López de Gómara, Juan Ginés de Sepúlveda, Gaspar Melchor de Jovellanos, Antonio Pérez, Domingo de Soto, Santo Tomás de Villanueva, San Ignacio de Loyola, Juan de Vergara, Bartolomé de Carranza, San Juan de Ávila y Benito Arias Montano. En su mitad superior, las paredes se cubren de yesos trabajados a cuchillo. Las yeserías describen una galería de arcos rebajados con balaustradas fingidas y enmarcados por pilastras de orden corintio, todo ello con profusa decoración renacentista plateresca de grutesco y candelieri.
En el lateral oeste de la sala se dispone la tribuna de los oradores o cátedra, muy restaurada. Se compone de tres nichos, el central coronado con el escudo del fundador, el Cardenal Cisneros. Toda ella se decora con los ya característicos candelieri policromados con los colores del techo (rojo y azul) combinados con el dorado.
El paraninfo está cubierto de una armadura de madera. "Corresponde a la tipología ataujerada, es decir, dos vigas maestras, que quedan ocultas a la vista del espectador, sujetan toda la estructura. El techo se pliega en los extremos, recordando la característica forma de artesa, para descansar sobre la línea del arrocabe, decorado con escudos del fundador y arpías. Este artesonado consta de un trazado geométrico, formado por una malla de triángulos equiláteros que, en peculiar lazo de seis van describiendo hexágonos regulares y estrellas de seis puntas, que constantemente encajan entre sí. La línea de lazo es de color rojo. Las estrellas son planas con el fondo azul y florón dorado del que sobresale una piña. Los hexágonos son casetones rehundidos con dibujos renacentistas en las paredes y fondo rojo sobre el que, de nuevo, resalta un florón sobredorado."

## Actividades

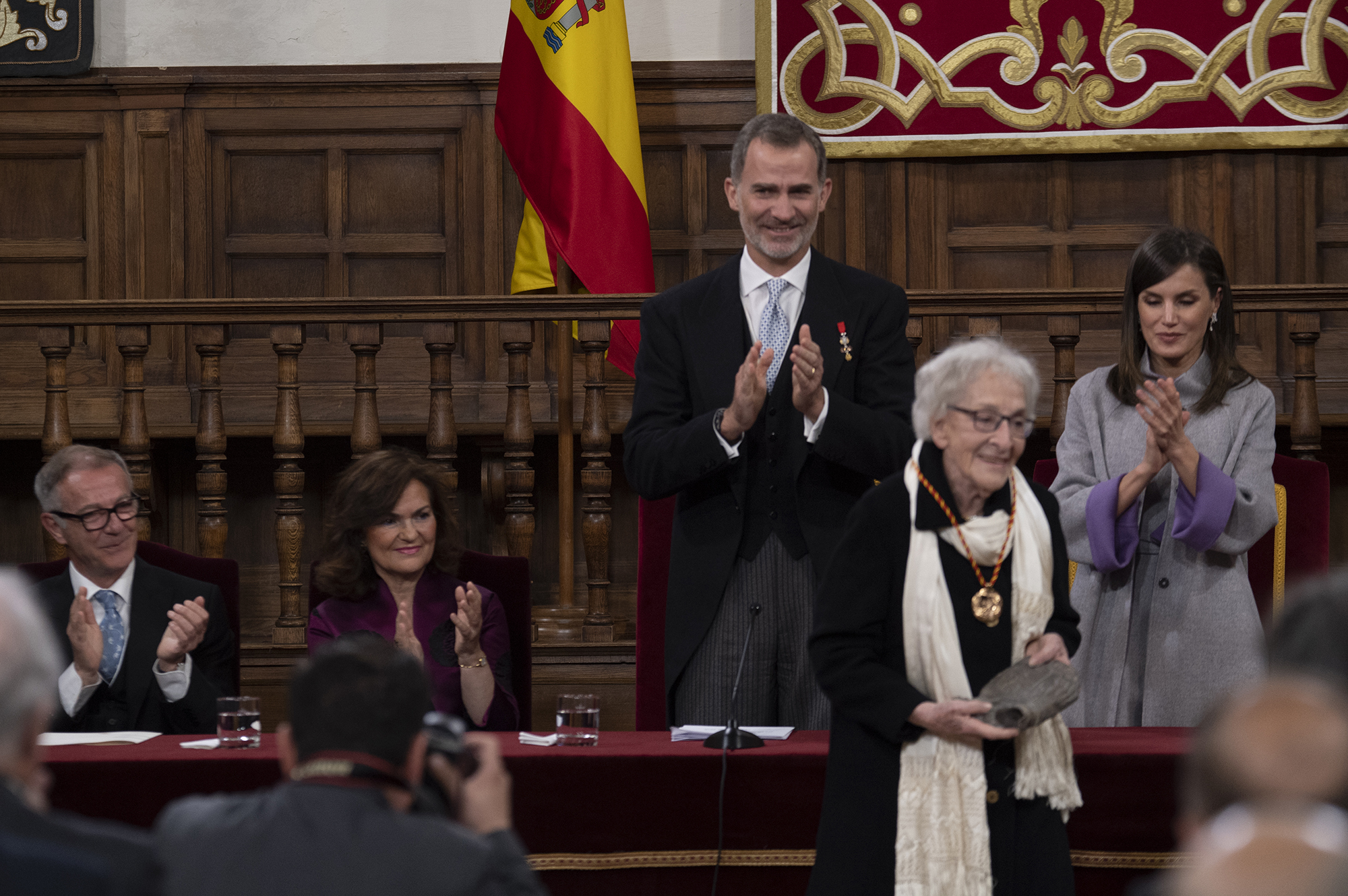
Acto de entrega del Premio Cervantes a Ida Vitale, en 2019, en el paraninfo universitario.

El Paraninfo es el principal salón de actos de la Universidad de Alcalá. En él se celebran importantes acontecimientos institucionales: apertura del curso académico, toma de posesión del rector de la Universidad y de los doctores honoris causa, salón de grados, entrega de diplomas y premios, así como conferencias y lecciones magistrales. Por su singularidad y relevancia internacional destaca la entrega, por parte de los Reyes de España, del Premio Cervantes de Literatura, el más importante de la lengua española. Dicha ceremonia se celebra anualmente el día 23 de abril, conmemorando el aniversario del fallecimiento de Miguel de Cervantes y el Día Internacional del Libro.

## Reconocimiento
El Paraninfo, como parte de la "Universidad y Recinto Histórico de Alcalá de Henares", fue declarado Patrimonio de la Humanidad por la UNESCO el 2 de diciembre de 1998, incluyéndolo en la lista del Patrimonio Mundial.
El Paraninfo, como parte de la "Manzana Fundacional Cisneriana de la Universidad de Alcalá", fue declarado Bien de Interés Cultural por el Consejo de Gobierno de la Comunidad de Madrid, el 12 de marzo de 2019, en la categoría de monumento, por ser un conjunto de edificios con un gran valor histórico, arquitectónico y artístico.